# Зоопарк Барселони

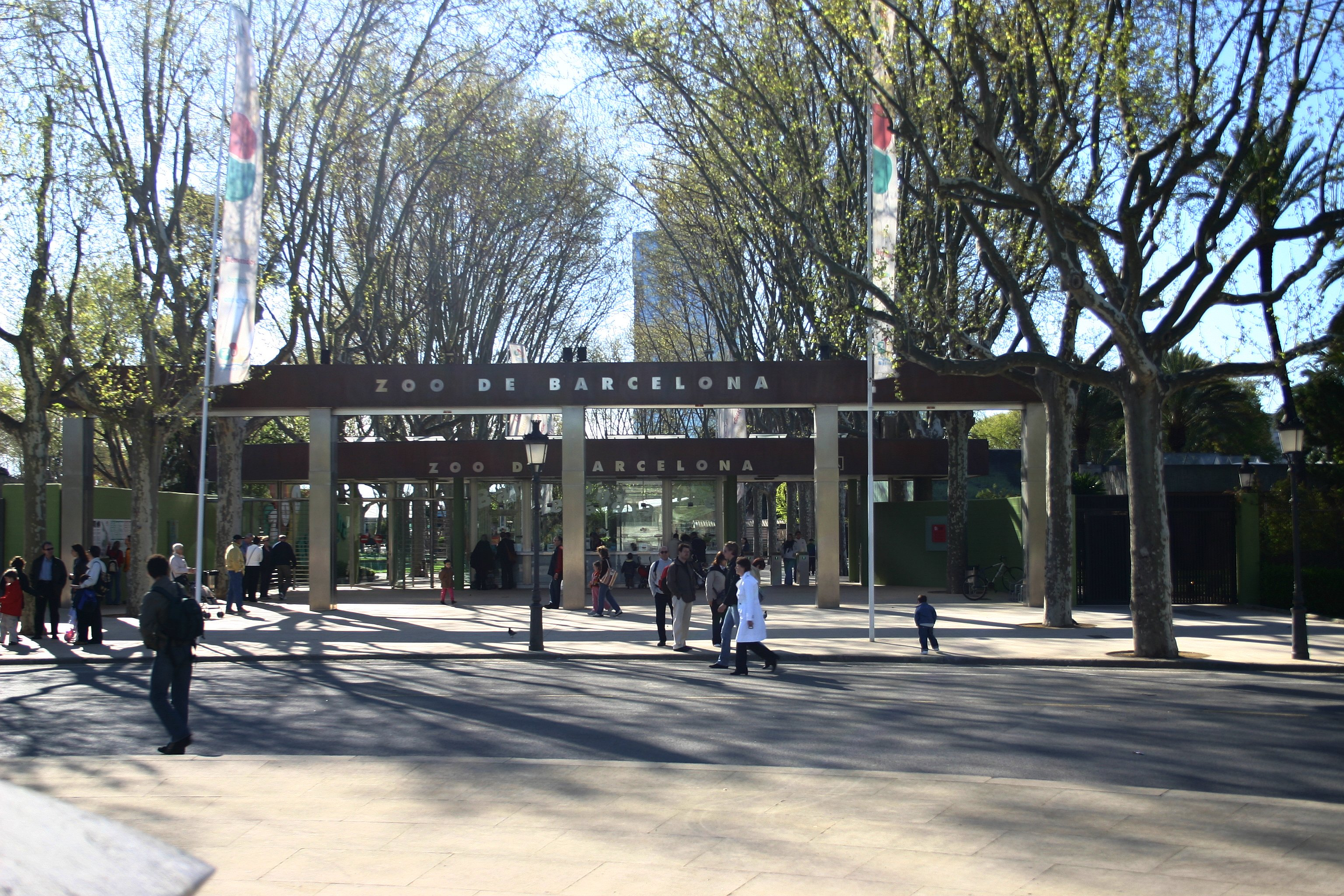
Головний вхід до Барселонського зоопарку

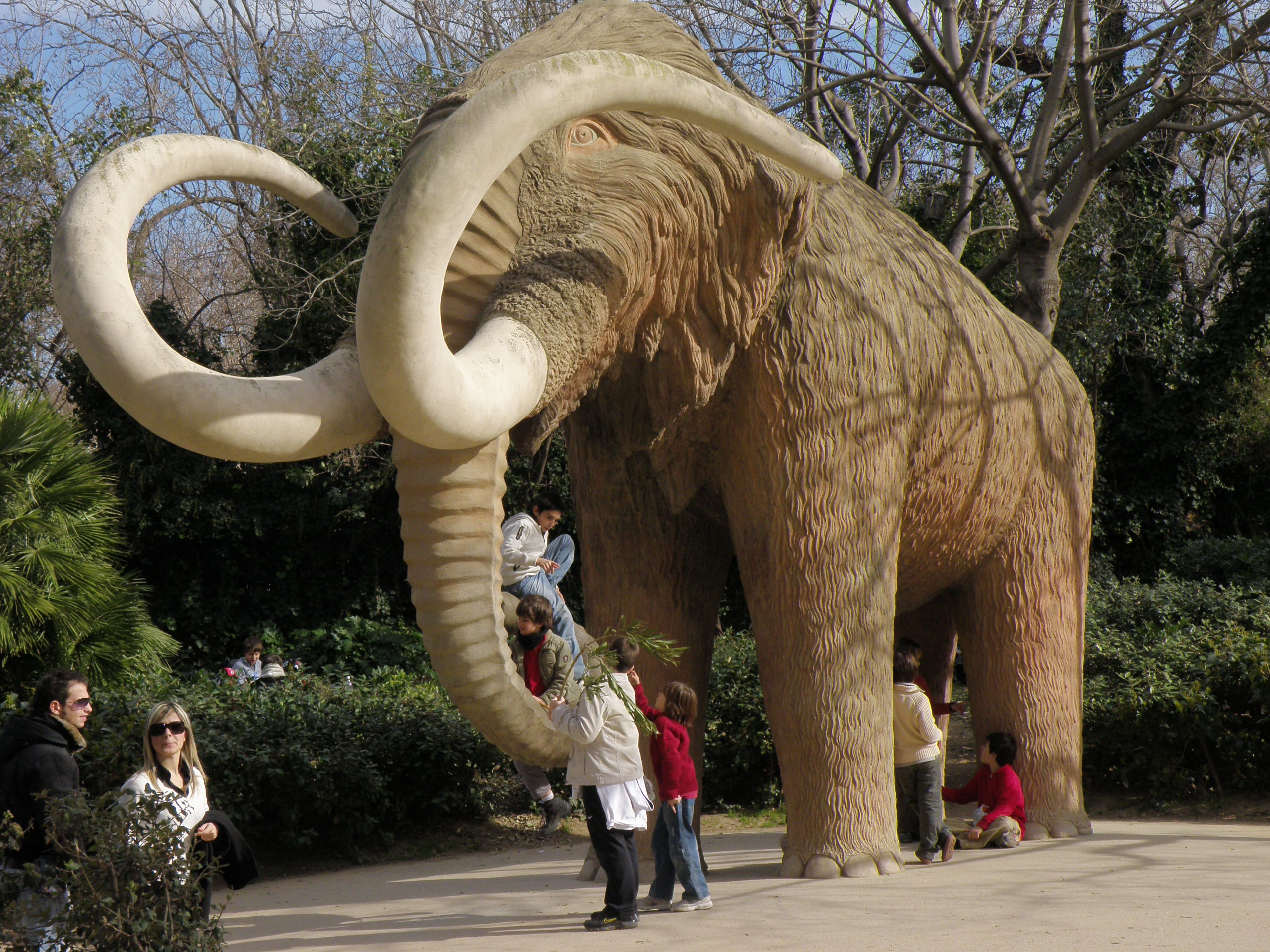
Скульптура мамонта

Зоопарк Барселони (кат. Parc Zoològic de Barcelona, ісп. Parque Zoológico de Barcelona) — зоопарк, розташований у Парку Цитаделі (Parque de la Ciudadela), Барселона, Каталонія, Іспанія.
Є два входи до зоопарку: на вулиці Велінгтона (calle Wellington), а також на проспекті Пікассо (paseo Picasso). Взимку зоопарк відкритий з 10:00 до 17:00, влітку — з 10:00 до 19:00. Вхід коштує 21,4 € для дорослих і 12,95 € для дітей з 3 до 12 років. Перед входом в зоопарк, знаходиться зелений парк із дитячим майданчиком і статуєю мамонта в повний зріст. Кожен охочий може зручно розміститися на його хоботі і сфотографуватися на пам'ять. Хобот цього мамонта витримує вагу дорослої людини з дитиною на колінах. Тут же, в саду — будівля зоологічного музею, де можна отримати багато додаткової інформації про тваринний світ.

## Історія
Зоологічний парк Барселони відкрився у 1892 році, в ньому були виставлені тварини, яких до цього жили у своїй приватній колекції Льюїс Марті Кодолара (Lluís Martí Codolar) в його маєтку Ла Грань Велла в Хорті. Він запропонував міській раді Барселони взяти тварин. Мер Мануель Поркарі дав згоду на їх придбання та подальше розміщення в Парку Цитаделі, який залишався вільним після проведення Всесвітньої виставки 1888 року.

## Тварини

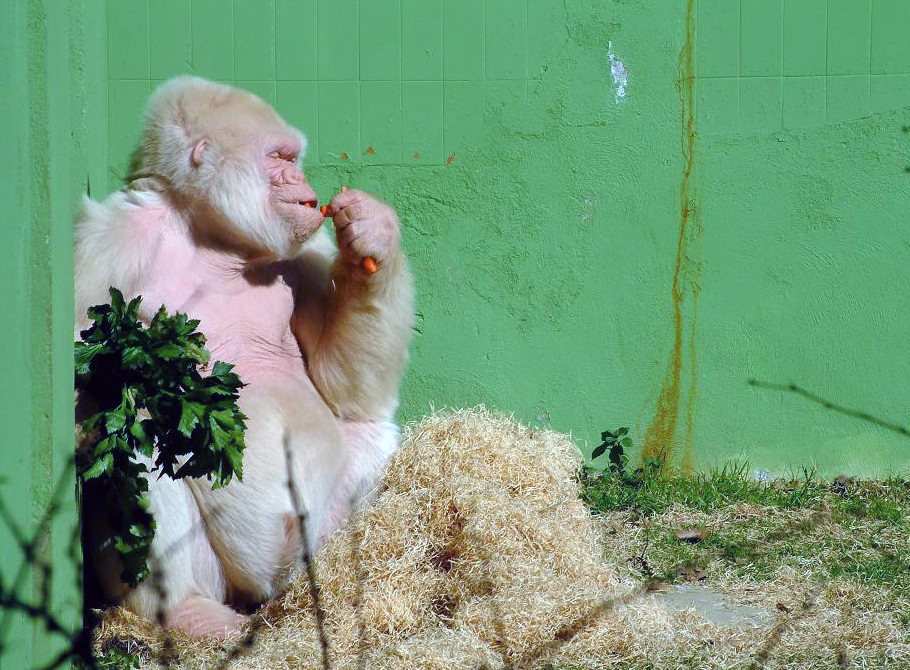
горила-альбінос «Сніжинка»

Зоопарк Барселони набув всесвітньої слави, завдяки наявності рідкісних видів, що знаходяться на межі знищення. Серед них особливою популярністю користувалася горила-альбінос на прізвисько «Сніжинка», яка померла в 2003 році, і була символом Барселонського зоопарку.

### Ссавці
У зоопарку є велика колекція приматів, окрім горил, там проживають: орангутан, макака Бербер, сіаманг, та багато видів мавп та лемурів.
Також присутні хижаки: лев, суматранський тигр, іберійський вовк, ведмідь бурий, гепард, ягуар, ланкійський леопард.
З великих ссавців в Барселонському зоопарку живуть: бегемот, жирафа, слон африканський, бізон, кенгуру рудий, гуанако, одногорбий та двогорбий верблюд. Також є величезна колекція парнокопитних та гризунів. В басейні проживають дельфіни.

### Птахи
Серед птахів проживають: чилійський фламінго, пінгвін Гумбольдта, павич, страус, різноманітні папуги та водоплавні птахи. Серед хижих птахів є стерв'ятники, сипи та орли.

### Рептилії
В Барселонському зоопарку є так звана, «Земля Драконів» — місце, де проживають комодські варани. В тераріумі проживають: крокодили та алігатори, черепахи, багато ящірок та змій.

## Галерея
|         |      |         |          |
| Носоріг | Слон | Бегемот | Крокодил |

|      |         |          |        |
| Тигр | Дельфін | Пінгвіни | Жирафа |